# United Rumors of Punkreas
United Rumors of Punkreas è il secondo album in studio del gruppo punk italiano Punkreas, pubblicato nel 1992 da T.V.O.R. on vinyl.
Arrivato a vendere circa 4 000 copie, contiene brani come Occhi puntati, Disgusto totale, Il vicino che sono tuttora alcuni dei brani più suonati nei live.

## Tracce
1. Occhi puntati – 3:05
2. Disgusto totale – 3:06
3. È ora di finirla – 2:16
4. Alterazione cerebrale – 2:53
5. Montezuma – 3:04
6. Intifada – 2:43
7. Skizo – 2:47
8. Il vicino – 2:44

## Formazione
- Cippa - voce
- Noyse - chitarra
- Flaco - chitarra
- Paletta - basso e cori
- Mastino - batteria